# My Man Godfrey
My Man Godfrey is een Amerikaanse screwball-komedie uit 1936 onder regie van Gregory La Cava. Destijds werd de film in Nederland uitgebracht onder de titel Mijn man Godfrey.

## Verhaal
Irene speelt een soort rijkeluisspel met haar zus en heeft daarvoor Godfrey nodig. Toch valt ze voor hem, maar hij draagt een groot geheim.

## Rolverdeling
| Acteur          | Personage         |
| --------------- | ----------------- |
| William Powell  | Godfrey           |
| Carole Lombard  | Irene Bullock     |
| Alice Brady     | Angelica Bullock  |
| Gail Patrick    | Cornelia Bullock  |
| Eugene Pallette | Alexander Bullock |
| Jean Dixon      | Molly             |
| Alan Mowbray    | Tommy Gray        |
| Mischa Auer     | Carlo             |
| Pat Flaherty    | Mike Flaherty     |
| Robert Light    | George            |